# Plectranthias retrofasciatus
Plectranthias retrofasciatus är en fiskart som beskrevs av Pierre Fourmanoir och Randall, 1979. Plectranthias retrofasciatus ingår i släktet Plectranthias och familjen havsabborrfiskar. Inga underarter finns listade i Catalogue of Life.